# ظرف

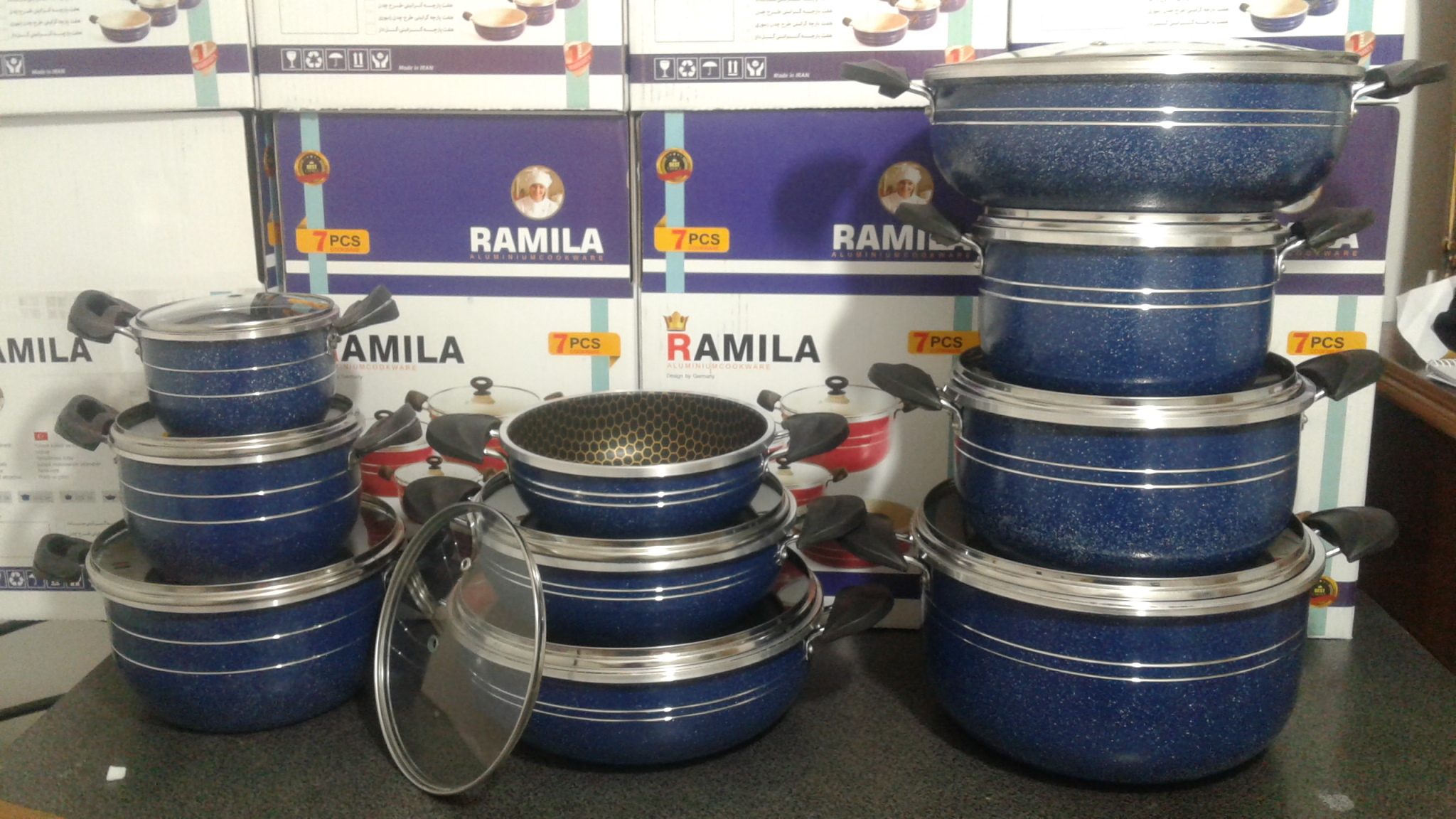
انواع ظروف

ظرف، آوند، قاب یا گنجانه به محل قرارگیری و جای چیزی گفته می‌شود. کاربرد ظروف در آشپزی و آشپزخانه و همچنین پذیرایی و سرو غذا بسیار گسترده‌است.

## پیرامون واژه
واژه ظرف ماخوذ از ریشه عربی ظرف است. برابر آن در پارسی «آوند» می‌باشد که از پارسی میانه است (از: آو، آب + وند، خنور).

## ظروف آشپزخانه

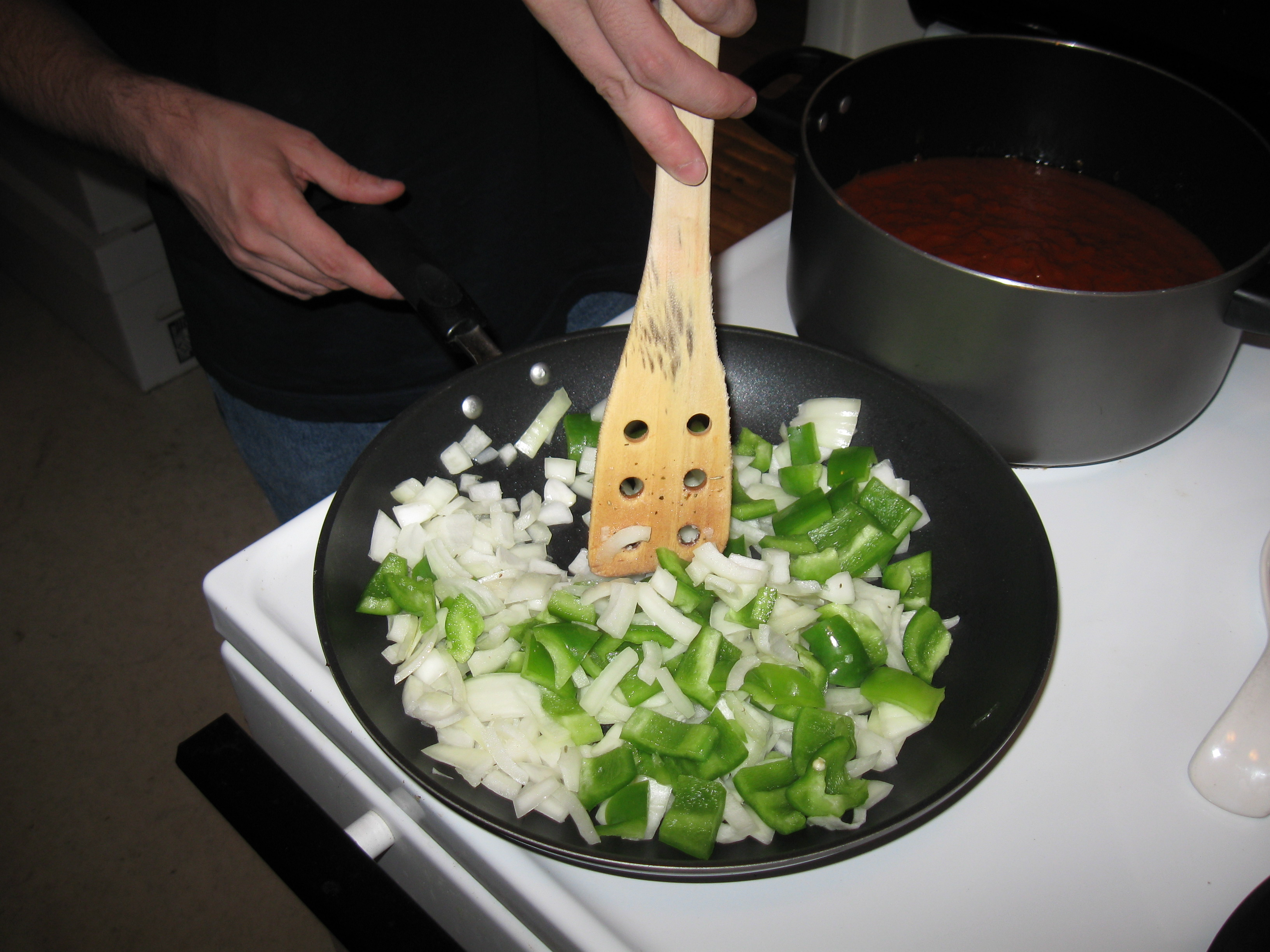
قابلمه و ماهیتابه آشپزخانه

ظروف آشپزخانه شامل انواع قابلمه، ماهیتابه، قهوه‌جوش، سینیهای مختلف فِر و مانند اینها هستندبرای نگهداری، آماده‌سازی و پخت غذا، در انواع مختلف تولید می‌شوند.
جنس برخی از این ظروف، به نوع طبخی که از آن‌ها انتظار می‌رود بستگی دارد. برای مثال ظروف پیرکس مناسب طبخ غذاهای آبدار (مانند خورش) است و نه مناسب سرخ کردن.

## ظروف پذیرایی

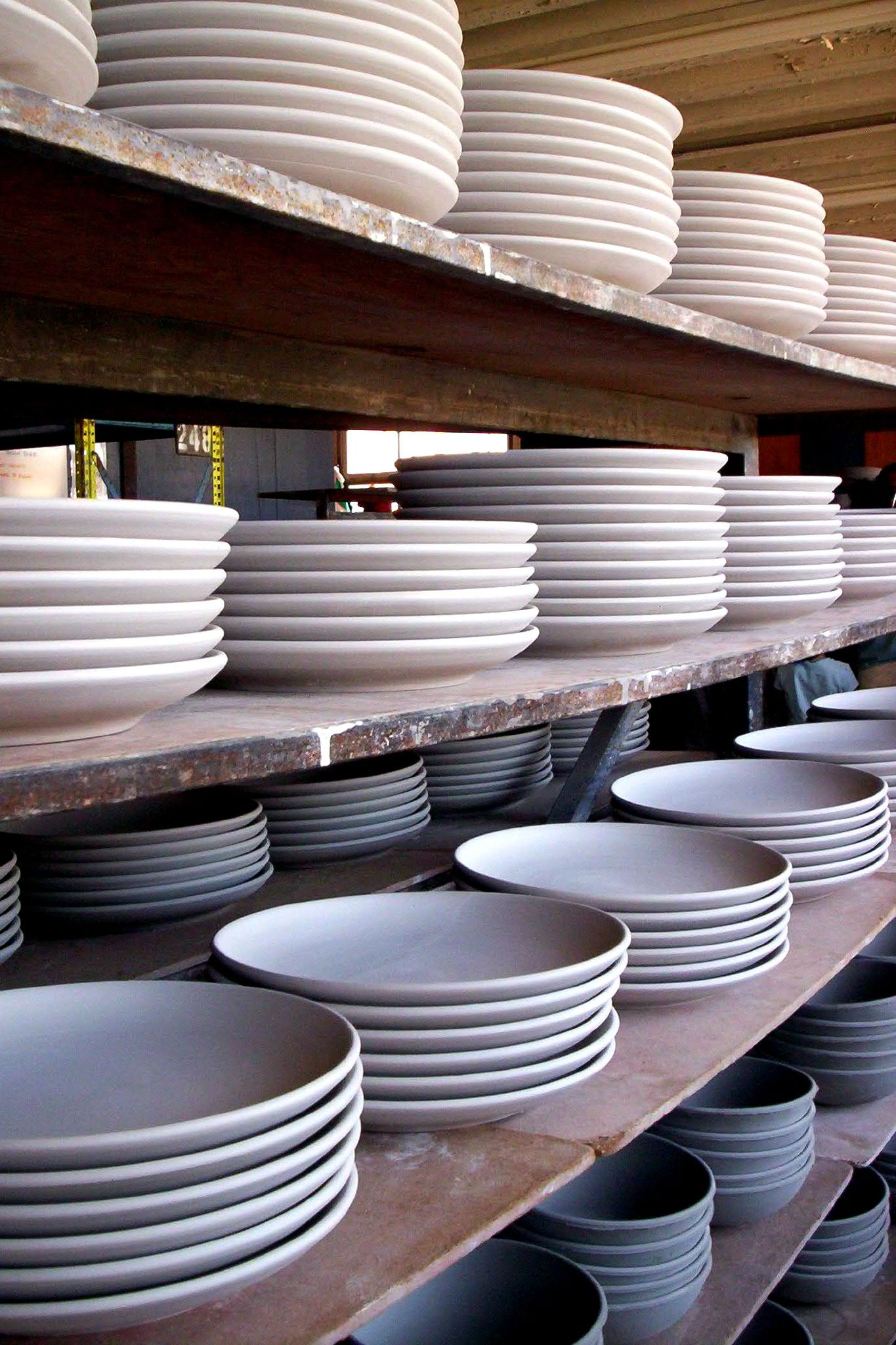
پشقاب غذاخوری

ظروف پذیرایی (سرو) طیف گسترده‌ای شامل انواع پشقاب، کاسه، دیس، نمکدان، فلفل دان، جا شکری کاسه آب (جهت شستشوی انگشتان) و مانند آن را شامل می‌شود. ظروف یک بار مصرف در مواقعی استفاده می‌شوند که امکان شستشوی راحت ظروف وجود نداشته باشد.
در پذیرایی رسمی، ظروف باید متناسب با یکدیگر بوده و برای مثال نمی‌توان از پشقاب چینی و کاسه پلاستیکی استفاده نمود. ظروف مختلف بر کسی که از آن‌ها استفاده می‌کند، تأثیر روانی می‌گذارد. برای مثال استفاده از پشقاب سنگین و بزرگ در پذیرایی، تداعی‌کننده غذای با کیفیت و فراوان است.
طریقه چینش رسمی ظروف پذیرایی به این شکل است که پشقاب اصلی، و کاسه سوپخوری در وسط، چنگالها، نان و دستمال سفره سمت چپ، کاردها، قاشقها و لیوانها سمت راست، قاشق و چنگال دسر و کیک جلوی پشقاب اصلی و در سمت چپ آن پشقاب و کارد آن قرار می‌گیرد.

## ظروف آزمایشگاهی

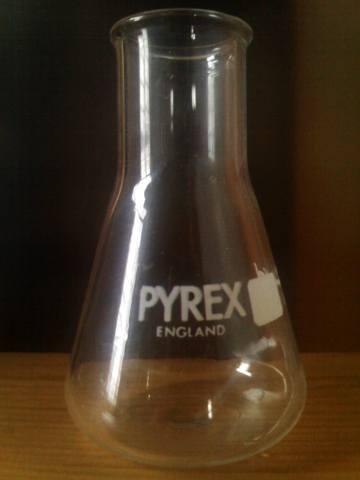
ظرف آزمایشگاهی

این ظروف در اشکال و ظرفیت‌های مختلفی برای استفاده در آزمایشگاه‌ها ساخته می‌شوند. نوع شیشه‌ای این ظروف، معمولاً از شیشه بوروسیلیکاتی ساخته می‌شود. این نوع از شیشه دارای بیش از ۱۰٪ ماده B۲O۲ بوده که باعث ضریب انبساط کم، مقاومت فوق‌العاده زیاد در برابر ضربه، پایداری عالی در برابر مواد شیمیایی و مقاومت الکتریکی بالا می‌شود. انواع دیگری از ظروف آزمایشگاهی از جنس پلاستیک و فلز نیز تولید می‌گردد.

## تاریخچه

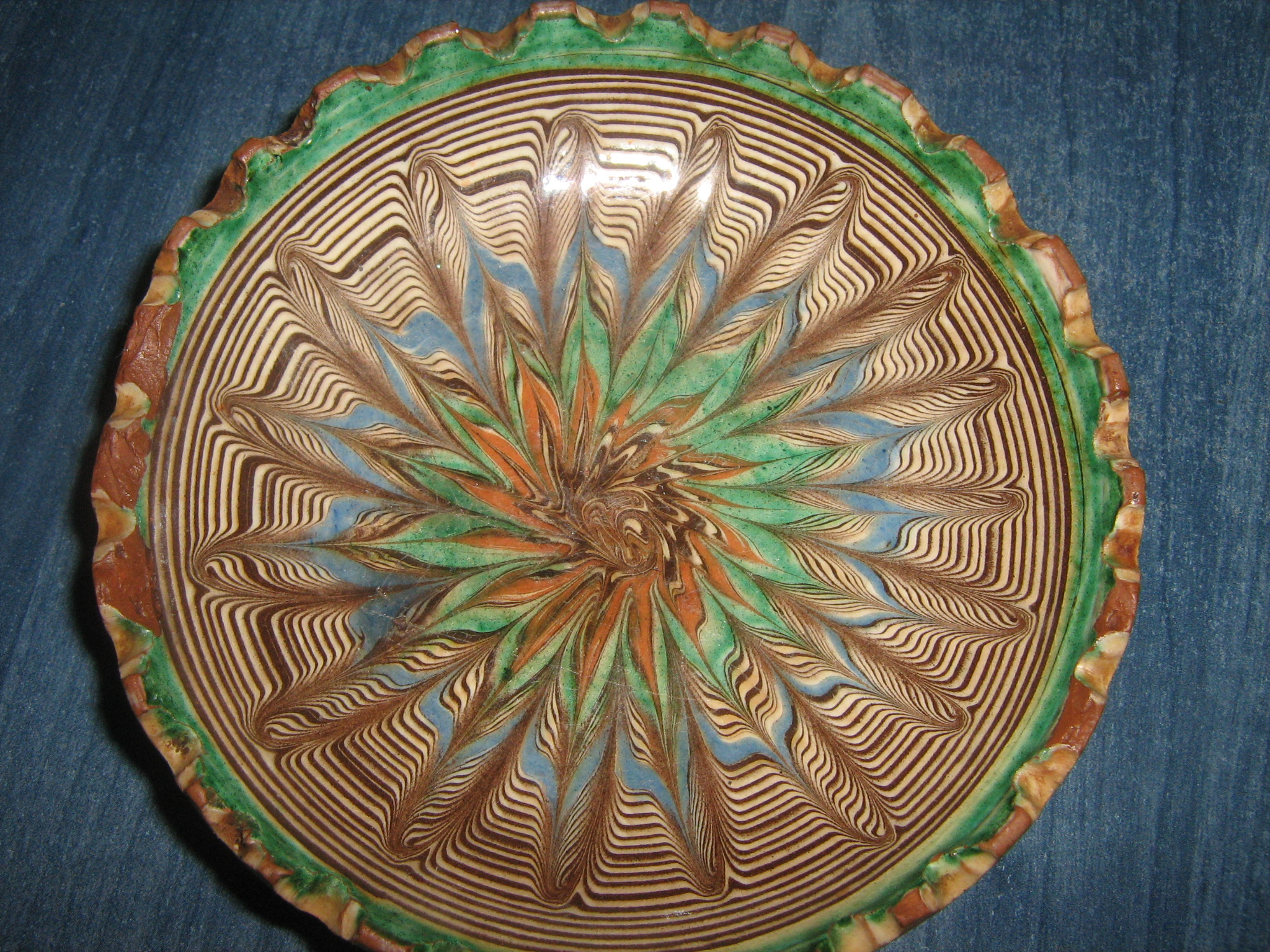
پشقاب زینتی روم باستان

ظرف و استفاده از آن، قدمتی بسیار طولانی داشته و به پیش از تاریخ باز می‌گردد. قدیمی‌ترین ظروف سفالی جهان در منطقه بین النهرین و ایران (متعلق به هزاره چهارم پیش از میلاد) یافت شده‌اند.همزمان، ظروف مشابهی در چین نیز استفاده می‌شده‌اند. بزرگترین ظرف مفرغی جهان به وزن بیش از ۸۵۰ کیلوگرم در چین کشف شده‌است. همچنین در همین کشور ظروف سفالی دارای نقاشی‌هایی با مضمون رقص محلی با قدمت ۵۰۰۰ سال یافت شده‌است. استفاده از ظروف سفالی در آمریکای جنوبی نیز سابقه‌ای طولانی دارد.
در قرن نوزدهم، استفاده از ظروف آشپزی چدنی و حلبی مانند قابلمه و ماهیتابه رونق بسیاری یافت و در سال ۱۸۵۰ در آلمان و اتریش، ظروف لعابدار تولید و بلافاصله همه گیر شد. از سال ۱۹۱۰ ظروف آلومینیومی به تولید انبوه رسیدند. در سال ۱۹۳۵، دستگیره‌های عایق حرارت به این ظروف افزوده شد. از سال ۱۹۳۹ در آمریکا، ظروف فلزی ترکیبی (مس و فولاد) که زیبایی ظروف فولادی و توزیع مناسب حرارت ظروف مسی را توامان داشتند به بازار عرضه شدند.

## فهرست ظرف‌ها

### مواد غذایی
- ابریق (ظرف)
- بشقاب
- بشکه
- بطری
- آفتابه
- تکوک
- دیس
- زودپز
- ساغر
- سینی
- خامه‌دان
- فلاسک
- قابلمه
- کاسه
- کوزه
- گیلاس
- لیوان
- ماهی‌تابه
- نمک‌دان و فلفل‌دان
- هاون

### آزمایشگاهی
- ارلن
- قیف بوخنر
- قیف جداکننده

### سایر ظروف
- آتش گردان
- جعبه
- خاکستردان
- دوات